# Río Guadarranque (afluente del Guadiana)
El Guadarranque es un curso de agua del interior de la península ibérica, afluente del Guadiana. Discurre por la provincia española de Cáceres.

## Descripción
El río Guadarranque, que discurre por el sureste de la provincia de Cáceres —término municipal de Alía— en dirección noroeste-sureste, pertenece a la cuenca hidrográfica del Guadiana.
Nace en la comarca de La Jara y es afluente del Guadiana por la derecha, río en el que desemboca aguas abajo del embalse de Cíjara. Aparece descrito en el noveno volumen del Diccionario geográfico-estadístico-histórico de España y sus posesiones de Ultramar de Pascual Madoz de la siguiente manera:

GUADARRANQUE: r. en las prov. de Toledo, Cáceres y Badajoz: nace en las sierras llamadas Alijuelas, ramificaciones de las Villuercas en el profundo valle de los Guadarranques, terr. de la Jara y confinantes con el terreno llamado Dehesón, que perteneció á los monges del Escorial; corre por entre el puerto de San Vicente y Alía, en cuyo tránsito y en el sitio que llaman las Ventillas hay un ant. puente, que por descuido de los vec. de los pueblos limítrofes llegó casi á arruinarse, pero se ha renovado hace poco tiempo; sigue hasta mas a lá de Castilblanco y por bajo del portillo de Cijarra ó Acijarra, térm. de Herrera del Duque, se reune al Guadiana: es poco caudaloso llegando á quedarse sin agua en el estio.
(Madoz, 1847, pp. 31-32)

Sus aguas acaban vertidas en el Atlántico.